# Dimos Nestos
Dimos Nestos (Nestos) är en kommun i Grekland.   Den ligger i prefekturen Nomós Kaválas och regionen Östra Makedonien och Thrakien, i den nordöstra delen av landet, 300 km norr om huvudstaden Aten. Antalet invånare är 22 218. Arean är 675 kvadratkilometer.
Terrängen i Dimos Nestos är varierad.